# Église Saint-Nicolas de Marville
L'église Saint-Nicolas est une église catholique située à Marville, en France.

## Localisation
L'église est située dans le département français de la Meuse, sur la commune de Marville.

## Historique
Elle est construite dans le premier tiers du XIIIe siècle pour pallier l’exiguïté et l’éloignement de l'église primitive Saint-Hilaire, ce fut d'abord une église-halle qui a été progressivement entourée de six chapelles aux XVe et XVIe siècles. Le clocher frappé par la foudre en 1766 fut remplacé par un dôme de charpente.
Elle conserve plusieurs autels, œuvres d'art et monuments funéraires de la fin du Moyen Âge et de l'époque baroque.
L'édifice est classé au titre des monuments historiques en 1920.